# George Eulas Foster

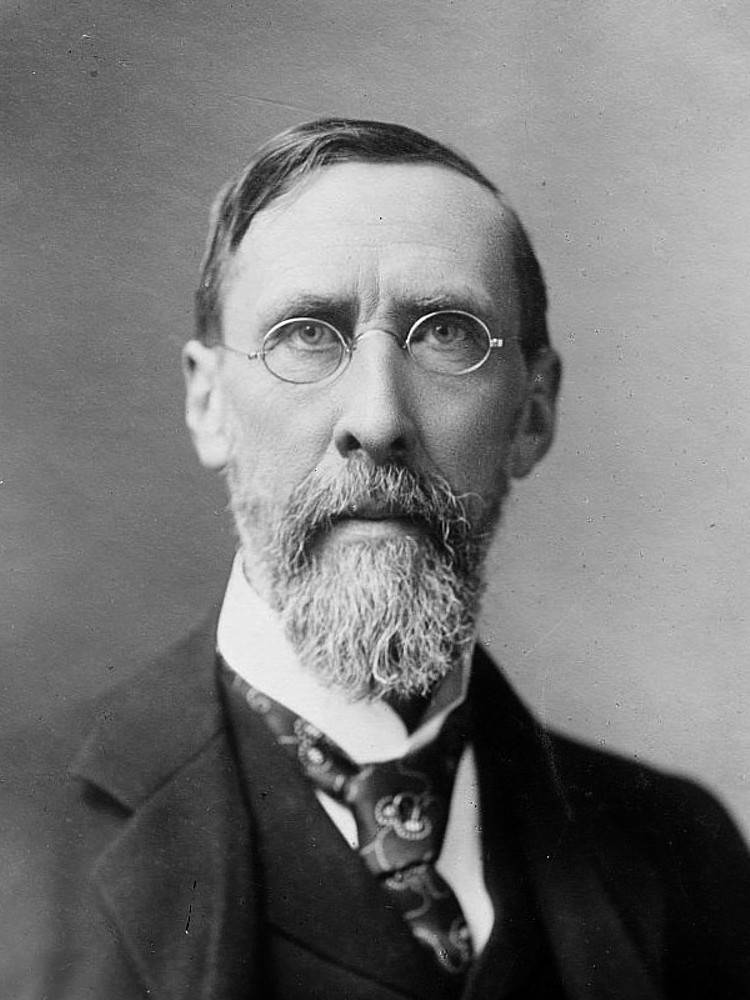
Sir George Eulas Foster, um 1920

Sir George Eulas Foster (* 3. September 1847 in Carleton County, Provinz Kanada; † 30. Dezember 1931, Ottawa), GCMG, war ein kanadischer Staatsmann, Mitglied des Unterhauses und des Senats. Er gehörte mehreren kanadischen Regierungen als Minister an.

## Leben und Wirken
Foster studierte Klassische Altertumswissenschaft (Classics) an der University of New Brunswick in Fredericton und schloss 1868 mit einem Bachelor-Grad ab. In den folgenden Jahren unterrichtete er an verschiedenen Schulen in New Brunswick. Zwischen 1872 und 1873 hielt er sich für ein akademisches Jahr in Edinburgh und Heidelberg auf. 1873 wurde er Professor an der University of New Brunswick. Nach sechsjähriger Lehrtätigkeit trat Foster in die Politik ein und engagierte sich in der Abstinenzbewegung.  
1882 wurde er für die Konservativen in das Unterhaus gewählt. 1885 berief ihn der kanadische Premierminister John Macdonald in die Regierung und machte ihn zum Fischerei- und Marineminister. 1888 wurde er Finanzminister und Schatzmeister (Receiver General). Dieses Ministeramt hatte er auch in den nachfolgenden Regierungen von John Abbott, John Thompson, Mackenzie Bowell und Charles Tupper inne. 

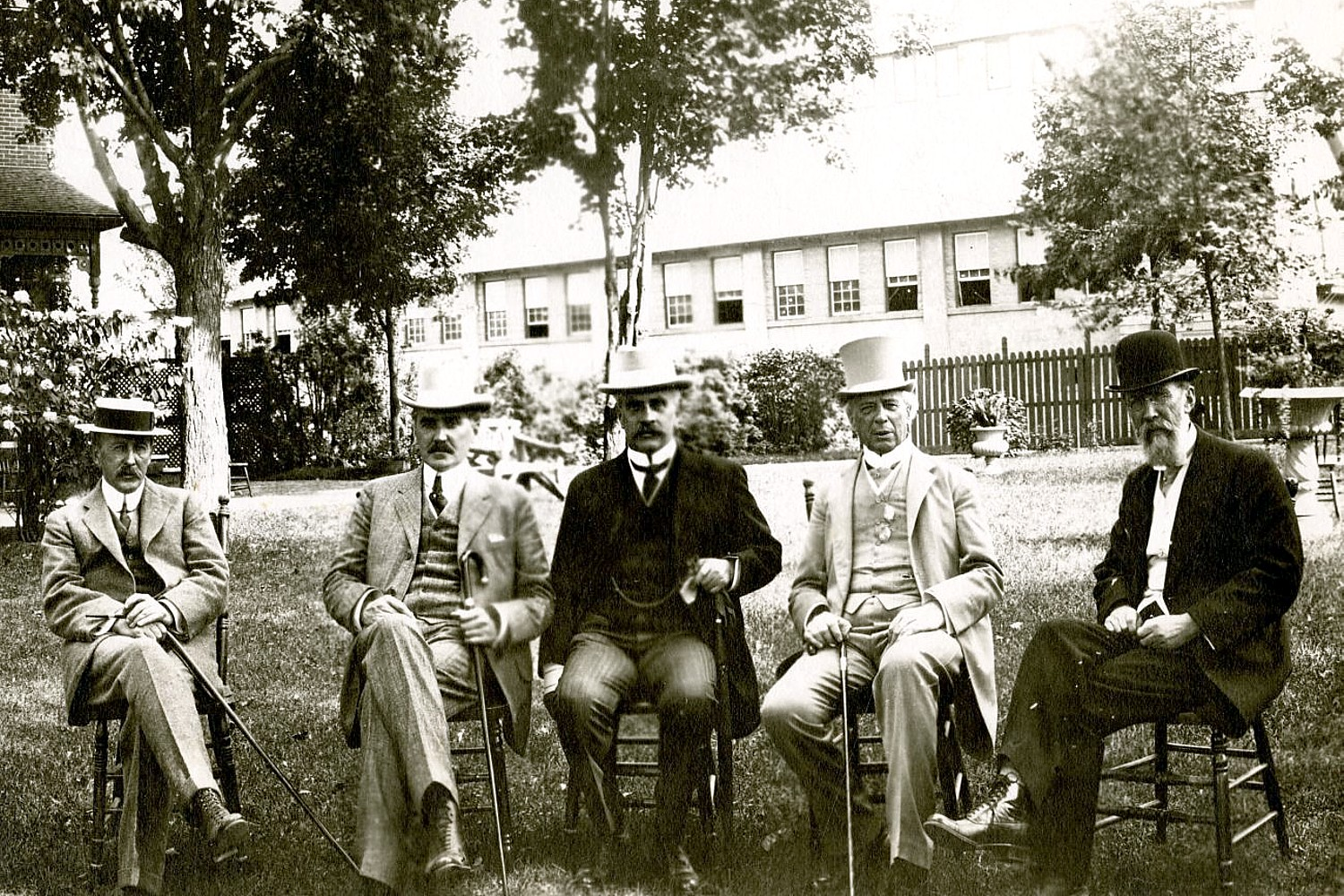
Foster (rechts) zusammen mit Premierminister Robert Borden (Mitte) und anderen Politikern 1912 in Ottawa

1896 übernahm die Liberale Partei unter Wilfrid Laurier die Regierung. Foster wurde führendes Mitglied der konservativen Opposition. 1911 konnte der konservative Politiker Robert Borden einen Regierungswechsel herbeiführen und wurde zum Premierminister gewählt. Foster trat als Handelsminister in die Regierung ein und gehörte auch dem zweiten Kabinett Borden an.

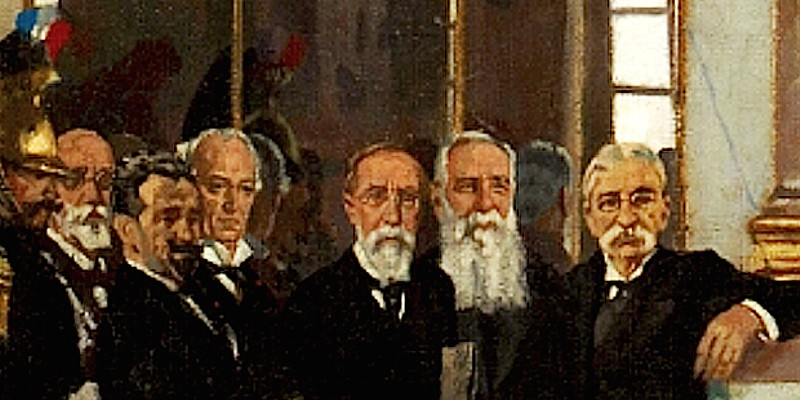
Foster (Mitte) bei der Unterzeichnung des Friedensvertrags von Versailles 1919. Ausschnitt aus The Signing of Peace in the Hall of Mirrors von William Orpen.

Nach dem Ersten Weltkrieg war Foster kanadischer Delegierter auf der Pariser Friedenskonferenz von 1919. Er ist auf dem Gemälde The Signing of Peace in the Hall of Mirrors von William Orpen abgebildet, auf dem die Unterzeichnung des Friedensvertrags durch die deutschen Abgesandten im Spiegelsaal von Schloss Versailles dargestellt wird. 1920 führte Foster die kanadischen Delegation bei der ersten Versammlung des Völkerbundes in Genf an. 1921 wurde er in den kanadischen Senat berufen, dem er bis zu seinem Tod angehörte.
Foster war ein starker Anhänger des Schutzes der kanadischen Industrie und des Präferenzhandels innerhalb des britischen Empire. 1914 wurde er zum Knight Grand Cross des Order of St Michael and St George (GCMG) geschlagen. 1916 gründete er den National Research Council of Canada und 1918 das Dominion Bureau of Statistics, aus dem 1971 das Statistics Canada entstanden ist.
Foster war ein namhafter Verfasser von Reden, Vorträgen und Abhandlungen, die teilweise in gedruckter Form veröffentlicht wurden. Er prägte den Begriff der splendid isolation, der die Außenpolitik des Vereinigten Königreichs im späten 19. Jahrhundert beschreibt. Hauptziel war dabei die Aufrechterhaltung des europäischen Mächtegleichgewichts, indem man vertragliche Verpflichtungen oder dauerhafte Allianzen mit anderen Großmächten vermied. 1896 gebrauchte Foster die Redewendung erstmals in einer Rede im kanadischen Unterhaus. Wenige Tage später erschien der Begriff splendid isolation als Schlagzeile in der Tageszeitung The Times und fand bald Verwendung in Reden britischer Politiker.
Foster galt als intelligent, kompetent und fleißig. Premierminister Robert Borden fand ihn bemerkenswert, weil er kein Taktgefühl besaß, einem chaotischen Büro vorstand, in dem Kabinettpapiere verschwinden konnten, und eine Vorliebe dafür hatte, seine Zuständigkeit in alle Richtungen auszudehnen. Obwohl er nie sehr geschätzt wurde, respektierte man Foster für seine administrativen Fähigkeiten.

## Familie

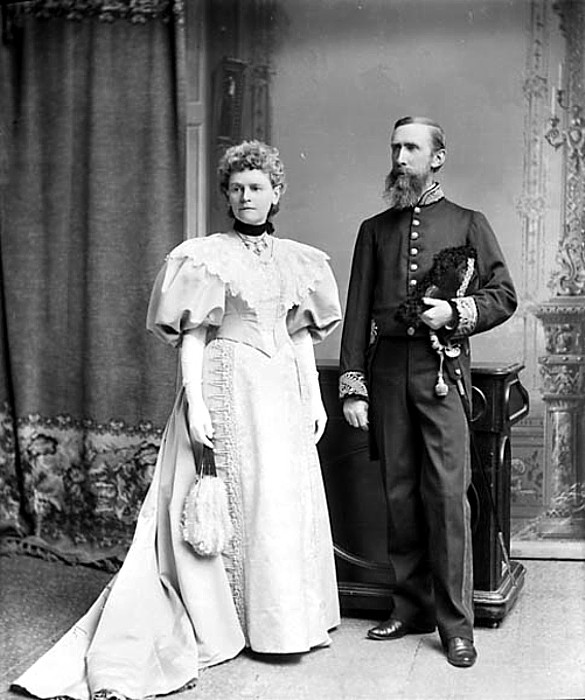
George Eulas Foster mit seiner ersten Ehefrau Adeline Davis

George Eulas Fosters Vater war John Foster († 1888), der in Wakefield, Québec aufgewachsen war. Seine Mutter Margaret Foster, geborene Heine, stammte aus Studholm in New Brunswick. Sie starb 1850, als George Eulas Foster noch nicht drei Jahre alt war. Foster heiratete 1889 Adeline Davis (1844–1919) in Chicago. Nach ihrem Tod heiratete Foster 1920 Jessie Allan in Genf. Aus beiden Verbindungen gingen keine Kinder hervor. Das Grab von George Eulas Foster und seiner zweiten Frau befindet sich auf dem Friedhof Beechwood in Ottawa.

## Nachwirkung
Die kanadische Regierung, vertreten durch den für das Historic Sites and Monuments Board of Canada zuständigen Minister, ehrte Foster am 19. Mai 1938 für sein Wirken und erklärte ihn zu einer „Person von nationaler historischer Bedeutung“.

## Werke (Auswahl)
- The Canada temperance manual and prohibitionist’s handbook. Toronto, 1881. (online)
- mit Charles Tupper: A little inside history of how the government treated the bank note contract. 1897.
- Some problems of empire. Royal colonial institute, 1912.
- The Naval Policy of the Borden Government. Ottawa 1912.
- Some phases of the War situation. Canadian Club, Ottawa 1915.
- The Enlargement of Canadian Trade. 1914.
- Citizenship: The Josiah Wood lectures. Sackville, 1927.